# Anthelephila gladiatrix
Anthelephila gladiatrix es una especie de coleóptero de la familia Anthicidae.

## Distribución geográfica
Habita en Tamil Nadu (India).